# Doumbala
Doumbala è un dipartimento del Burkina Faso classificato come comune, situato nella provincia  di Kossi, facente parte della Regione di Boucle du Mouhoun.
Il dipartimento si compone del capoluogo e di altri 35 villaggi: Bamperla, Bangassi-Bobo, Bangassi-Illa, Bangassi-Mamoudoud, Bankuy, Bassam, Boanekuy, Bokuy, Boukuy, Dakuy, Henlekuy, Karekuy, Kimba, Kini-Kini, Koa, Kodara, Kolonzo, Konkuy-Boho, Konkuy-Koro, Kourkuy, Lanfiera, Montionkuy, Mounakoro, Nian, Porokuy, Saint-Camille, Saint-Martin, Saint-Paul, Saworokuy, Simbora, Teni, Teni-Peulh, Tiourkuy, Wanzan, Zekuy.